# Vroeg vlieskelkje
Het vroeg vlieskelkje (Hymenoscyphus vernus) is een schimmel behorend tot de familie Helotiaceae. Het leeft saprotroof  op (zwart geworden) twijgen, takken, stammen en stronken van loofbomen. Het komt vooral voor op de Els (Alnus), alsmede op stengels van Braam (Rubus), veelal in zeer vochtige omgeving (moeras, greppels, enz.).

## Kenmerken

### Uiterlijke kenmerken
De apothecia (vruchtlichamen) hebben een diameter van 3 tot 5 mm. De steel is 4 tot 7 mm lang, wit, zonder spoor van zwart worden aan de basis. 

### Microscopische kenmerken
De asci zijn cilindrisch-clavaat, haakloos, 8-sporig, met een IKI+ apicale ring en meten 70–85 × 8–9 µm. Ascosporen zijn glad, hyaliene, niet gesepteerd, tweezijdig gerangschikt en 9-12 × 3,5-4 µm groot. Parafysen zijn cilindrisch, stomp, zonder vergrote kop (2,5 µm) en gevuld met sterk reflecterende elementen. 

## Verspreiding
Het vroeg vlieskelkje komt in Nederland matig algemeen voor. Het staat niet op de rode lijst en wordt niet bedreigd.